# Стерлитамакский рок-клуб
Стерлитамакский рок-клуб имени Юрия Шевчука — общественная организация, существовавшая в Стерлитамаке с 1984 года и прекратившая активную деятельность в 2025 году.

## История
Клуб был открыт решением стерлитамакского горкома комсомола Роберта Биканасова в 1984 году, до этого, согласно воспоминаниям, он проводился нелегально в ДК Химиков, где включали блок тяжёлой западной музыки. Основателем и бессменным председателем рок-клуба являлся Вячеслав Сергеевич Гнусин.
Одной из первых групп, выступивших в рамках Стерлитамакского рок-клуба, была «Стерлитяне», руководителем которого являлся композитор-аранжировщик Ильдар Хайруллин. Также в рамках клуба появились такие группы, как «Поручик Ржевский» и «Ушёл из дома» (детище Глеба Чичко), «Некрополь» (под руководством Володи Кротова) и другие. Под руководством Сергея Звягинцева, одного из членов рок-клуба, издавался журнал «Брутто».
27 декабря 1991 года организация была зарегистрирована как общественное объединение «Стерлитамакский городской рок-клуб имени Ю. Шевчука».
20 мая 2012 года здание рок-клуба сгорело, в результате пожара были уничтожены фотографии, музыкальные инструменты и раритетные пластинки.
С 28 октября 2013 года клуб был исключён из ЕГРЮЛ как недействующее юридическое лицо. 27 апреля 2017 года на месте рок-клуба началось строительство многоэтажного жилого дома.

## Мероприятия рок-клуба
Некоторые фестивали, которые проводились Стерлитамакским рок-клубом имени Юрия Шевчука:
- «Премьера» — первый фестиваль, который провели организаторы клуба.
- «Полигон» — последующие фестивали, всего их было 26.
- «Подворотня» — акустический фестиваль дворовой песни, который проводили организаторы клуба, арт-проект «Белая вор0на» и музыкальный клуб «Артель».

## Группы Стерлитамакского рок-клуба
В разное время в структуру Стерлитамакского рок-клуба входили следующие группы:
- «Стерлитяне»
- «Поручик Ржевский»
- «Ушёл из дома»
- «Некрополь»
- «Павильон»
- «Том-и-нокеры»
- «Fox Bread»
- «Lithium»